# Moses Gomberg

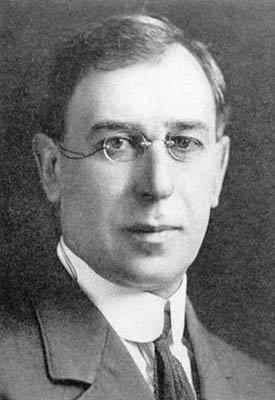
Moses Gomberg

Moses Gomberg (* 8. Februar 1866 in Jelisawetgrad, heute Kropywnyzkyj; † 12. Februar 1947 in Ann Arbor) war ein ukrainischstämmiger US-amerikanischer Chemiker. Er gilt als Pionier der Radikal-Chemie.

## Leben und Werk
Moses Gomberg entstammte einer jüdischen Familie aus der Süd-Ukraine. Er besuchte von 1878 bis 1884 das Nikolaus-Gymnasium in Jelisawetgrad. Als seinem Vater Georg Reznikow-Gomberg aus politischen Gründen die Verhaftung drohte, emigrierte die Familie 1884 nach Chicago. Dort studierte Gomberg Chemie an der Universität Michigan und wurde 1894 bei Albert Benjamin Prescott mit der Arbeit Trimethylxanthin and some of its derivatives promoviert. Von 1896 bis 1897 arbeitete er in München bei Adolf von Baeyer und Victor Meyer in Heidelberg.
Gomberg beschrieb 1900 das beständige freie Triphenylmethylradikal (Trityl-Radikal), das auch seinen Namen trägt. Dies war die erste Synthese eines organischen Radikals und öffnete die Tür zu einem neuen Gebiet der Chemie: der Radikalchemie. Gomberg wurde zwar für den Nobelpreis vorgeschlagen, verpasste die nötige Stimmenzahl jedoch knapp. Weitere Beispiele von reaktiven organischen Zwischenstufen wie die Ketene von Hermann Staudinger (1905) folgten bald darauf.
Er war auch auf dem Gebiet der Reaktionsmechanismen tätig. Im Jahr 1914 wurde er in die National Academy of Sciences und 1920 in die American Philosophical Society aufgenommen.